# NGC 3115
NGC 3115 је елиптична галаксија у сазвежђу Секстант која се налази на NGC листи објеката дубоког неба.
Деклинација објекта је - 7° 43' 5" а ректасцензија 10h 5m 14,1s. Привидна величина (магнитуда) објекта NGC 3115 износи 9,1 а фотографска магнитуда 10,1. Налази се на удаљености од 10,102 милиона парсека од Сунца. NGC 3115 је још познат и под ознакама MCG -1-26-18, UGCA 199, Spindle galaxy, PGC 29265.